# Karelle Bolon
Karelle Bolon (née le 20 mars 1987) est une joueuse d'échecs française, quatre fois championne de France d'échecs des jeunes. Maître FIDE féminin, elle exerce le métier de designer.

## Palmarès lors des championnats de France d'échecs des jeunes
Karelle Bolon a d'abord participé à plusieurs championnats de France d'échecs des jeunes. Lors de ceux qui se sont déroulés à Hyères en 1996, alors poussine, elle termine sur la première marche du podium. Elle récidive l'année suivante, à Montluçon, dans la même catégorie. Elle devance alors Gwendoline Gac et Caroline Cochet. 
Trois ans plus tard,  à Pau, désormais benjamine, elle renoue avec le succès. Elle devance alors Mélanie Vérot et Emeline Romain. En 2002 à Hyères, parmi les minimes, c'est Mélanie Vérot qui sera sacrée championne de France, devant elle, et Valérie Maupin, troisième. 
Karelle Bolon remporte son quatrième titre de championne de France dans la catégorie des cadettes, à Calvi (2005). Elle devant Mathilde Choisy et Caroline Cochet. Deux ans plus tard, c'est Mathilde Choisy qui est sacrée championne devant elle, parmi les moins de 20 ans.

## Promotion des échecs
En 2015, Karelle Bolon donnait des cours d'échecs au Cambodge.